# Trónfosztás
A trónfosztás, latin eredetű szóval detronizáció, az uralkodónak a trónról való elűzése, attól való megfosztása, felségjogainak megszüntetése.
Gyakran forradalmi körülmények között megy végbe.

## Németalföldön
A spanyol Habsburg-uralkodó trónfosztására 1579 után került sor
Németalföldön.

## A magyar történelemben
- Debreceni trónfosztás

## A cseh történelemben
IV. Vencel cseh király (1400-ban)